# El Renacimiento (Madrid)
El Renacimiento fue una revista de arte editada en Madrid en 1847.

## Descripción
Era impresa en Madrid, en la imprenta de la Viuda de Burgos, y también lo sería en la de Alhambra y Compañía. Constaba de ocho páginas de 0,260 x 0,165 m y tenía una periodicidad semanal. Incluía láminas.
Comenzó a publicarse el 14 de marzo de 1847. La Gaceta del 17 de septiembre de 1847 anunció la suspensión de la revista en el mes de  julio y la reaparición para el segundo domingo del mes de octubre. El Semanario de la Industria del 23 de octubre sostuvo que El Renacimiento se había refundido en el Semanario Pintoresco el 17 de octubre de 1847.
En la publicación, fundada por Eugenio Ochoa y Federico de Madrazo —como una continuación de la revista El Artista— y de vocación netamente artística, colaboraron autores como Francisco Pi y Margall.